# Conferenza di pace di Parigi (1919)
La conferenza di pace di Parigi del 1919 fu una conferenza di pace organizzata dai paesi usciti vincitori dalla prima guerra mondiale, impegnati a delineare una nuova situazione geopolitica in Europa e a stilare i trattati di pace con le potenze centrali uscite sconfitte dalla guerra. La conferenza si aprì il 18 gennaio 1919 e durò fino al 21 gennaio 1920, con alcuni intervalli.
Da questi trattati la cartina d'Europa uscì completamente ridefinita, in base al principio della autodeterminazione dei popoli, concepito dal presidente degli Stati Uniti d'America Woodrow Wilson, nel tentativo, in seguito rivelatosi fallace, di riorganizzare su base etnica gli equilibri del continente europeo. Nel tentativo di creare stati "etnicamente omogenei" sulle ceneri degli imperi multietnici di Austria-Ungheria e Turchia, furono riconosciuti Stati di recente formazione, quali la Cecoslovacchia (Prima Repubblica cecoslovacca) e la Jugoslavia (Regno dei Serbi, Croati e Sloveni), destinati ad alimentare nuove tensioni ed instabilità, oltre ad esodi e conflitti di popoli e nazioni. Il dibattito fu dominato dagli Stati Uniti, dalla Francia e dall'Inghilterra, mentre l'Italia, pur figurando tra le quattro grandi, ebbe un ruolo marginale. Alla conferenza parteciparono solo i paesi vincitori, a eccezione della Russia che si era ritirata.

## Antefatti
L'11 novembre 1918, giorno dell'armistizio tra la Germania e le potenze alleate (detto armistizio di Compiègne), l'Austria si ritrovò senza impero e la Germania senza imperatore. Ma i problemi che le nazioni sconfitte dovettero affrontare non si limitarono a questo; entrambi i paesi si trovarono a dover combattere le forze rivoluzionarie a sinistra e il militarismo a destra, rivitalizzare un'economia distrutta, tenere alto il morale della nazione bollata dal marchio della sconfitta e schiacciata dal peso oneroso della "colpa della guerra", che si traduceva nel desiderio di recuperare i territori perduti e nella ricerca di capri espiatori.
La mattina del 1º dicembre le prime truppe britanniche e statunitensi varcarono la frontiera tedesca verso le città sul Reno, mentre a Vienna le autorità locali inviarono a Berna l'ex ambasciatore austro-ungarico a Londra, conte Mensdorff, a colloquio con sir Horace Rumbold per richiedere l'invio, da parte dei paesi vincitori, di derrate alimentari nella capitale austriaca, in quanto il problema della fame diveniva ogni giorno più grave.
Dalla frantumazione dei quattro imperi sconfitti emersero rapidamente nuovi stati. Il 1º dicembre, nel giorno in cui le truppe Alleate entrarono in Germania, a Belgrado venne proclamato il Regno dei serbi, dei croati e degli sloveni, che racchiudeva molte minoranze, tra le quali 500 000 ungheresi e altrettanti tedeschi, e decine di migliaia di romeni, albanesi, bulgari e italiani.
Il 4 dicembre, le truppe britanniche entrarono a Colonia, dove istituirono una zona di occupazione, e nove giorni dopo arrivò in Europa il presidente statunitense Wilson in vista della conferenza di pace che si sarebbe svolta a Parigi.

## Il contesto storico
Il contesto storico in cui si svolsero le trattative era però funestato dalle molte ombre del passato, dagli irrisolti problemi delle frontiere, dalla sicurezza internazionale e dai frementi nazionalismi non contenibili in un contesto che avrebbe dovuto salvaguardare le minoranze e le identità nazionali. Le rivendicazioni rimaste in sospeso dopo la catastrofe del 1870, la carica punitiva contro la Germania e la sempre più pressante paura di una "rivoluzione bolscevica" irrigidirono tutte le delegazioni, soprattutto quella francese, desiderosa di impedire alla Germania di poterle più nuocere.
Protagonista con poca fortuna delle discussioni di Versailles fu il presidente statunitense Woodrow Wilson, che con i suoi Quattordici punti avrebbe dovuto ispirare i negoziatori dei trattati e dare la risposta con cui l'Occidente avrebbe contrastato l'assolutismo e il militarismo degli Imperi Centrali, e l'internazionalismo leninista. Ma questi quattordici punti, in cui si rivendicava la nazionalità e l'autodeterminazione dei popoli nello stabilire le nuove frontiere, si trovarono a dover competere con le diverse componenti nazionalistiche nei Balcani, con la necessità di creare stati "cuscinetto" contro la Russia bolscevica, con le rivendicazioni italiane sugli slavi e con le rivendicazioni e i risentimenti che i francesi covavano nei confronti dei tedeschi fin dall'epoca napoleonica. Lo stesso Wilson ben presto capì che i suoi programmi non sarebbero stati seguiti dagli altri vincitori. In un incontro con Raymond Poincaré il 14 dicembre 1918 a Parigi, il presidente francese espose a Wilson, quasi con ultimativa chiarezza, l'idea centrale della presenza e dell'azione della delegazione francese alla conferenza: «la Germania doveva essere punita per tutto quanto aveva fatto con e durante la guerra» mentre Wilson fino ad allora non aveva mai parlato di "punizione", ma solo di preparare una situazione in cui la classe dirigente tedesca, aristocratica, autocratica e militarista, non avrebbe potuto più nuocere e ciò avrebbe favorito una democratizzazione della nazione. Una dura "punizione" avrebbe colpito, secondo Wilson, non l'autocrazia, bensì proprio gli sviluppi democratici che in quel momento il popolo tedesco stava faticosamente cercando. Nonostante ciò, Wilson conosceva la storia "giacobina" della democrazia francese e nella sua risposta a Poincaré appoggiò la necessità di condannare e rendere «giusto castigo» alla Germania.

### La delegazione tedesca

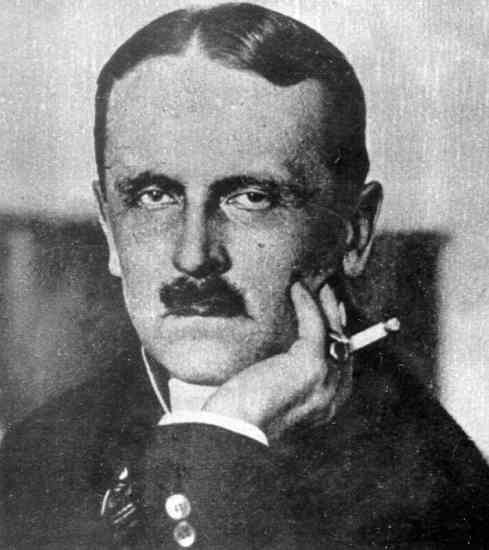
Il capo della delegazione tedesca a Parigi, il diplomatico Ulrich von Brockdorff-Rantzau

Dopo la fine della guerra, la maggioranza della popolazione tedesca dava per scontato che si sarebbe arrivati ad una pace già prima della fine del 1919 sulla base dei Quattordici punti di Wilson; i tedeschi si aspettavano quindi riguardo, nonostante poco tempo prima avessero imposto durissime condizioni alla Russia (trattato di Brest-Litovsk). Già nel novembre 1918 i tedeschi scoprirono tramite informatori che gli Alleati avrebbero fatto in modo che il peso e la colpa del conflitto sarebbero stati attribuiti in toto alla Germania e ben presto intensificarono gli sforzi per negare o almeno attenuare la responsabilità e quindi recuperare prestigio internazionale.
Nonostante i dissidi fra gli Alleati, le proteste in patria ed il pericolo bolscevico, il capo delegazione Brockdorff-Rantzau non riuscì a scongiurare che alla Germania fosse data l'intera responsabilità della guerra ed il pagamento degli indennizzi. Con la tagliola del blocco navale britannico e l'autoaffondamento della flotta tedesca a Scapa Flow, la Germania fu quindi "costretta" alla firma del trattato, nonostante si fosse anche testata l'ipotesi di una ripresa dei combattimenti.

## Partecipanti
Le nazioni che presero parte alla conferenza furono:
- Regno Unito
- Francia
- Stati Uniti d'America
- Italia
- Giappone
- Belgio
- Brasile
- Dominion britannici (Australia, Unione Sudafricana, Nuova Zelanda, Terranova, Canada)
- India (appartenente all'Impero britannico)
- Grecia
- Guatemala
- Haiti
- Hegiaz
- Honduras
- Cina
- Cuba
- Regno dei Serbi, Croati e Sloveni
- Liberia
- Nicaragua
- Panama
- Ucraina
- Polonia
- Portogallo
- Romania
- Siam
- Cecoslovacchia
- Ecuador
- Perù
- Bolivia
- Uruguay

Le ultime quattro non avevano partecipato alla guerra, essendosi limitate ad interrompere le relazioni diplomatiche con le potenze centrali.

## Avvio della conferenza
La conferenza di pace si aprì il 18 gennaio 1919 a Parigi (lo stesso giorno in cui, quarantotto anni prima, fu solennemente proclamato l'impero tedesco), nella sala dell'orologio del Quai d'Orsay, sede del ministero degli esteri francese, con un discorso del presidente francese Raymond Poincaré.
Presidente effettivo della conferenza venne designato Georges Clemenceau, il quale dichiarò:
(Georges Clemenceau)
Il consiglio dei dieci — formato da cinque capi di governo e cinque ministri degli esteri delle maggiori potenze vincitrici (Stati Uniti, Italia, Francia, Gran Bretagna, nonché Giappone per quanto riguardava l'Oriente) — trattò le questioni più importanti e le risoluzioni pratiche. Il nuovo assetto politico e geografico dell'Europa fu discusso e definito dai quattro "grandi"; Thomas Woodrow Wilson il presidente degli Stati Uniti, Georges Clemenceau, primo ministro francese, David Lloyd George, primo ministro britannico, e Vittorio Emanuele Orlando, presidente del consiglio italiano, coadiuvati dai rispettivi ministri degli esteri, Robert Lansing, Stephen Pichon, Arthur James Balfour e Sidney Sonnino.
La Russia, che per tre anni aveva combattuto a fianco delle potenze Alleate impegnando duramente la Germania, il 15 dicembre 1917 era stata costretta all'armistizio di Brest-Litovsk seguito dalla pace il 3 marzo 1918. Un comunicato ufficiale della conferenza dichiarava che la sua rappresentanza non era esclusa, ma che "le modalità saranno fissate dalla conferenza nel momento in cui esaminerà gli affari russi". I paesi vinti, esclusi dai negoziati, furono ammessi solo nella fase conclusiva, consegna e firma dei protocolli.
La conferenza fu un vero e proprio terreno di scontro tra gli Alleati, e un modo per imporre alla Germania le peggiori condizioni di resa e rendere gli sconfitti più "malleabili". La Francia insistette per mantenere il blocco navale contro la Germania fino al momento in cui non fosse stato firmato il trattato.

### I danni di guerra
Il 25 gennaio la conferenza di pace nominò una commissione per la riparazione dei danni di guerra, con il compito di esaminare l'ammontare della somma che ciascuno degli stati sconfitti avrebbe dovuto pagare per riparare i danni arrecati durante il conflitto. I rappresentanti di Gran Bretagna, Francia e Italia pensavano di poter ottenere un risarcimento pari all'intero costo della guerra; da ciò nacque la preoccupazione del delegato belga, secondo cui, adottando questo sistema, il suo paese sarebbe stato sfavorito nonostante fosse stato sconvolto per oltre quattro anni da una guerra sulla quasi totalità del proprio territorio. Il Belgio aveva infatti speso relativamente poco per combattere, mentre le sue città e le sue campagne avevano sofferto i rigori e le distruzioni di quattro anni di occupazione. La Gran Bretagna, d'altro canto, rivendicava i costi e le perdite della guerra sottomarina contro le sue flotte, e le incursioni aeree contro le sue città.
Mentre era in corso il dibattito, Lloyd George si levò dalla discussione con tono moderato, chiedendo di aspettare due anni prima di procedere, in modo tale da lasciar decantare le passioni e aspettare che i prezzi inflazionati dai costi della guerra fossero tornati quasi alla normalità. In ogni modo, né l'atteggiamento più morbido nei confronti della somma da versare, né la decisione di rateizzare il pagamento fino al 1º maggio 1961 — anche se un miliardo di sterline dovevano essere versate entro il 1º maggio 1921 — servirono a "consolare" i tedeschi. Era il concetto stesso di "riparazione" a bruciare, perché imponeva alla Germania di pagare non solo per la sconfitta sul campo, ma anche perché ritenuta responsabile di aver provocato la guerra. E proprio per obbligare la Germania a firmare il trattato, gli Alleati si rifiutarono di togliere il blocco navale fino a che la Germania non avesse firmato, assumendosi di fatto tutta la responsabilità e la colpa della guerra.

### La spartizione delle colonie e le aspettative dell'Italia
(A.J. Balfour, ministro degli Esteri britannico)
Un primo terreno di scontro tra gli alleati fu costituito dalle ex colonie tedesche appena conquistate, che non sarebbero state più restituite alla Germania. La soluzione adottata fu quella di istituire un sistema di mandati che la Società delle Nazioni avrebbe affidato alle potenze vincitrici. Tali mandati erano soggetti a condizioni. Quelli di Africa e Pacifico, per esempio, imponevano di non impegnarsi nel commercio degli schiavi.
I territori turchi furono distribuiti con diversi mandati; la Francia ebbe la Siria e il Libano, la Gran Bretagna ebbe la Mesopotamia (l'attuale Iraq) e la Palestina, nella cui parte occidentale si impegnò a creare un "focolare" per gli ebrei. Il Sudafrica fu ricompensato per il suo sforzo bellico con un mandato sull'Africa sudoccidentale tedesca. Il Camerun e il Togo furono spartiti tra Gran Bretagna e Francia. Nel Pacifico, dove le colonie tedesche erano passate già in altre mani nel 1914, allo scoppio della guerra il Giappone ottenne un mandato sulle isole Marianne, Caroline e Marshall, la Nuova Zelanda su Samoa e l'Australia sulla Nuova Guinea Tedesca. Mentre Nauru, ricca di fosfati e ambita da Australia, Nuova Zelanda e Gran Bretagna, fu affidata, com'era prevedibile, all'Impero britannico.
Non pochi dei paesi vincitori rimasero scontenti. Il Belgio si vide negare l'assegnazione dell'Africa Orientale tedesca, che aveva occupato e che avrebbe voluto conservare, ricevendo in cambio il Ruanda-Urundi, un territorio senza sbocchi sul mare. Sugli stessi territori aveva messo gli occhi anche il Portogallo, ma siccome erano ambiti anche dalla Gran Bretagna, dovette accontentarsi del "triangolo di Kionga", nel Mozambico settentrionale. L'Italia chiese mano libera per i commerci con l'Abissinia, ma tale richiesta fu respinta, così come per l'Africa settentrionale e orientale, dato che avrebbero potute esser soddisfatte solo a spese di Francia e Gran Bretagna (e quest'ultima fece la parte del leone nella distribuzione delle colonie). Un tentativo di ingrandire le colonie italiane oltre il Corno d'Africa era quello di un'espansione che andasse dal mar Mediterraneo al golfo di Guinea. Il progetto non venne mai esplicitato pubblicamente, ma fu chiaro durante le trattative per il trattato di Versailles, dopo la prima guerra mondiale, che causò frizioni diplomatiche con la Francia. Per realizzare questa intenzione, avendo già formale possesso della Libia, il corpo diplomatico italiano chiese di avere la colonia tedesca del Camerun e cercò di ottenere, come compenso per la partecipazione alla guerra mondiale, il passaggio del Ciad dalla Francia all'Italia. Il progetto fallì quando il Camerun venne assegnato alla Francia e l'Italia ottenne solamente l'Oltregiuba, oltre a una ridefinizione dei confini tra la Libia e ed il Ciad, possedimento francese.
Una delle richieste italiane durante il trattato di Versailles dopo la prima guerra mondiale fu quella di annettere la Somalia francese e il Somaliland in cambio della rinuncia alla partecipazione nella ripartizione delle colonie tedesche tra le forze dell'Intesa. Il tentativo non ebbe seguito. Fu l'ultima manovra dello Stato liberale, prima del fascismo, relativa alla penetrazione nel Corno d'Africa.

### Il memorandum di Fontainebleau

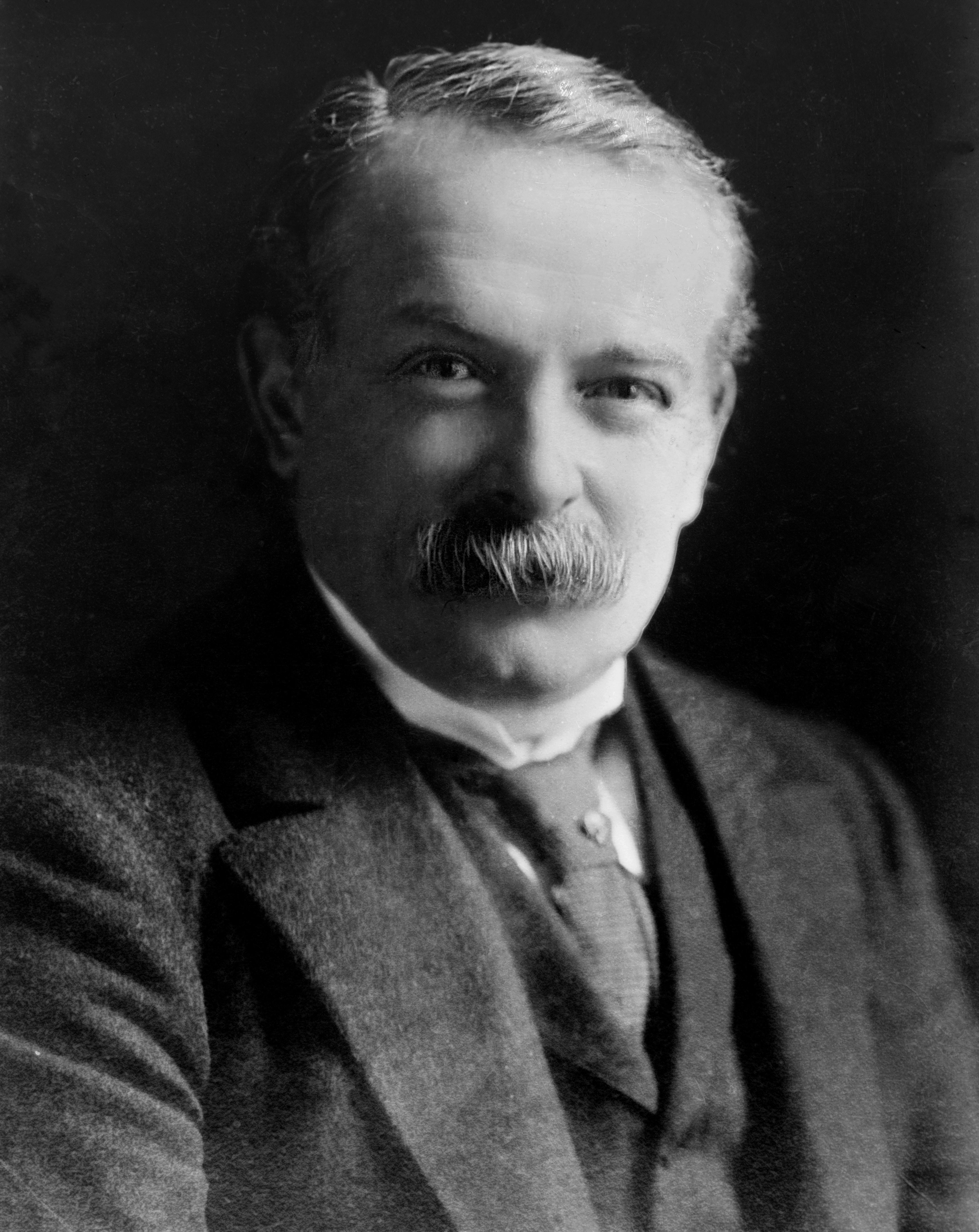
Il primo ministro britannico David Lloyd George.

Lloyd George cominciò a dubitare delle dure condizioni che la Francia e Clemenceau in particolare, insistevano ad applicare nei confronti della Germania. Il 25 marzo, durante la conferenza, Lloyd George si recò a Fontainebleau convinto di chiarire a sé stesso come secondo lui andasse trattata la Germania. In un memorandum dichiarò che la sua preoccupazione era quella di creare una pace perpetua, non una pace che durasse trent'anni. Adottando misure punitive, forse si sarebbe ottenuta una pace transitoria: «Il mantenimento della pace dipenderà dal fatto che non sorgano costantemente motivi che spingano il patriottismo, il senso di giustizia o di lealtà a chiedere di raddrizzare i torti. […] La nostra pace dovrebbe essere dettata da giudici impegnati in un processo che non li tocca personalmente nelle emozioni e negli interessi, e non già nello spirito della vendetta selvaggia».
Lloyd George criticò quelle stesse clausole che proprio allora andavano formulando, deprecando l'idea di mettere i tedeschi sotto dominio altrui, sottolineando che i tedeschi erano «orgogliosi, intelligenti e con grandi tradizioni», e che non avrebbero sopportato di essere governati da «razze che essi giudicavano inferiori, alcune delle quali, almeno per il momento, meritavano quella definizione». Dichiarando poi di non riuscire ad immaginare un motivo più fondato per una guerra futura, dove la Germania, circondata da «innumerevoli piccoli stati contenenti masse di tedeschi che chiedono a gran voce il ricongiungimento alla terra natale», avrebbe certamente sfruttato l'occasione per una guerra nell'Europa orientale.
Le argomentazioni caddero nel vuoto. Il giorno seguente quando venne discusso il memorandum, Clemenceau osservò: «Se gli inglesi sono tanto ansiosi di pacificare la Germania, che guardino oltremare […] e facciano concessioni coloniali, navali o commerciali». Lloyd George, contrariato, rispose all'affermazione di Clemenceau ribattendo: «Quello a cui la Francia tiene davvero è che i tedeschi di Danzica siano ceduti ai polacchi». Questi scambi di battute erano sintomo delle crescenti divergenze tra Londra e Parigi.
Clemenceau d'altro canto era convinto che il trattato costituisse la miglior occasione per garantirsi la protezione contro la Germania, che aveva quasi il doppio della popolazione francese e a cui bisognava far capire, con gesti di deliberata durezza, che non le sarebbe convenuto covare sentimenti di vendetta. Il primo ministro britannico riteneva questo comportamento più idoneo a provocare un futuro conflitto, e al suo ritorno a Parigi si oppose inutilmente alla cessione alla Polonia dei territori a prevalenza tedesca. Le sue proteste non riuscirono però a piegare la volontà francese di privare la Germania di grosse fette di territorio nazionale e quindi di popolazione. Il solo mantenimento dell'unità tedesca scontentò i francesi, che avrebbero voluto riprendere in qualche modo l'idea napoleonica di uno Stato autonomo dei territori tedeschi sulla riva sinistra del Reno, accontentandosi dell'occupazione di quei territori per quindici anni.

### La questione belga

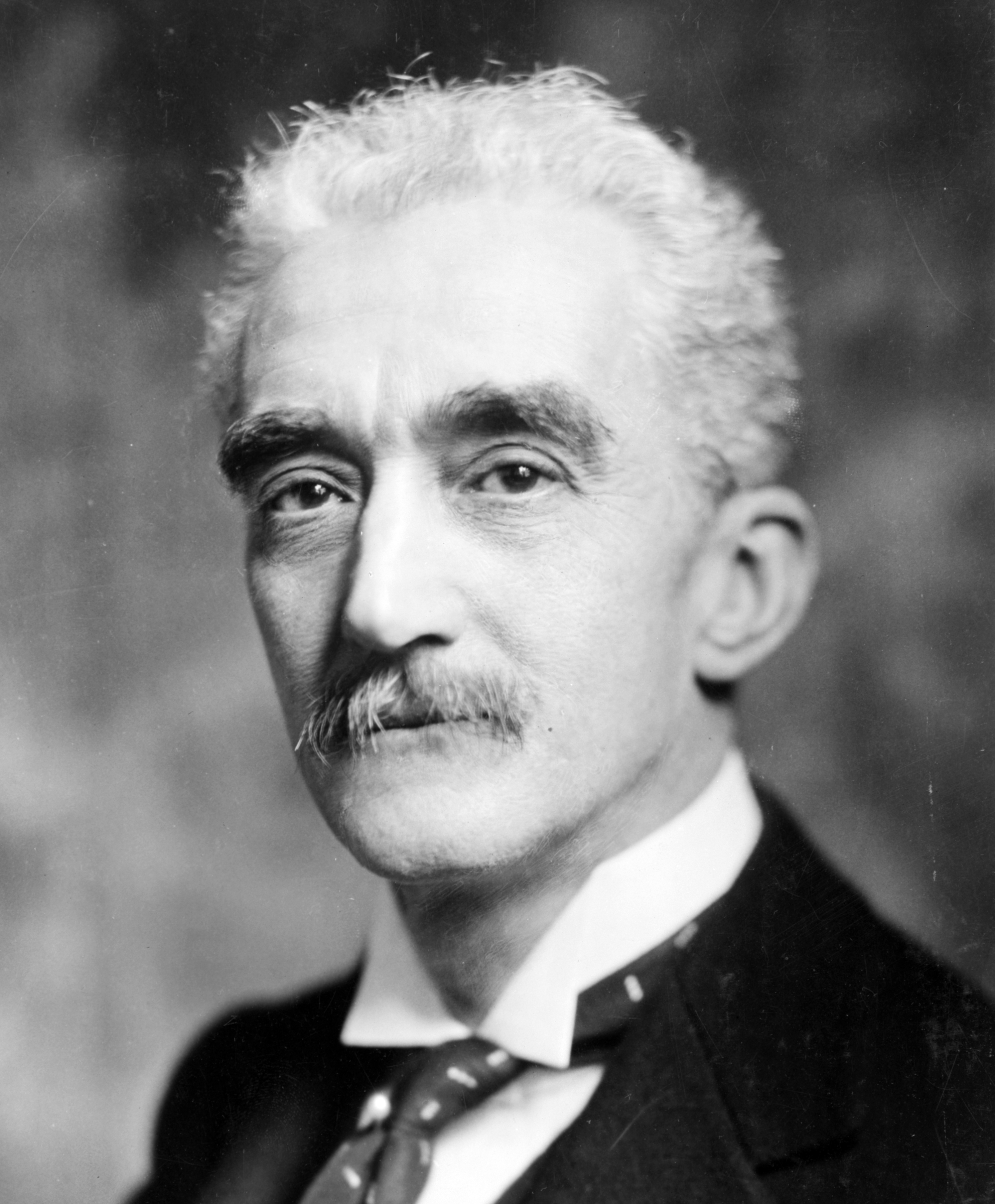
Il capo della delegazione belga a Parigi, Paul Hymans.

L'invasione tedesca del Belgio avvenuta nel 1914 catapultò il piccolo Stato industrializzato e ricco al centro dell'opinione pubblica mondiale. Era stata violata la sua neutralità, un tempo garantita dalla stessa Prussia, e la sua resistenza di fronte ad un nemico decisamente più forte e preparato era risultata molto più grande di quanto ci si potesse aspettare. Grazie alla tenace resistenza durante l'assedio di Liegi, che riuscì ad ostacolare significativamente l'avanzata tedesca verso Parigi, il mondo intero si schierò a favore del Belgio e del suo re Alberto I, al cui fianco si unì subito la Gran Bretagna. Anche in un secondo momento, quando le speranze di una guerra rapida si infransero nelle trincee del fronte occidentale, gli alleati continuavano ad avere bisogno di una "causa superiore" per compattare l'opinione pubblica nello sforzo bellico.
Le promesse che per quattro anni gli anglo-francesi fecero al governo belga in esilio a Le Havre convinsero i governanti e il re Alberto I che alla conclusione del conflitto il Belgio avrebbe avuto quanto gli spettasse. La classe politica belga si presentò quindi a Parigi con aspettative gonfiate ed esagerate, ma non avevano capito che quattro anni di stragi, distruzioni, esaurimento economico e debiti inimmaginabili a livello mondiale, avevano cambiato le priorità economiche e geopolitiche delle potenze alleate.
Fin dai primi giorni la delegazione belga capì che le promesse non rappresentavano una garanzia. Il capo delegazione Paul Hymans protestò veemente contro il metodo di lavoro poco democratico che si stava consumando durante la conferenza, dove i grandi cinque precludevano ogni intervento di altre nazioni. Il 12 febbraio, Hymans ottenne la creazione di una commissione speciale per esaminare le frontiere del Belgio, e nonostante non ottenesse nulla nei confronti delle frontiere con i Paesi Bassi, uno Stato che era rimasto neutrale per tutta la guerra, ricevette alcune concessioni al confine con la Germania. Il territorio di Eupen fu concesso al Belgio nonostante le proteste tedesche e della popolazione prevalentemente germanica nella zona.
Diversa fu la situazione per l'Africa, dove le rivendicazioni belghe dei territori tedeschi dell'Africa orientale non furono accolte dagli alleati, in quanto la Gran Bretagna ambiva al sogno di un'Africa orientale tutta britannica, con una ferrovia che collegasse Il Cairo con Città del Capo. Il Belgio così ottenne solo il Ruanda-Urundi, un territorio senza sbocco sul mare.
Una discussione ancor più animata avvenne per le riparazioni di guerra. Anche in questo caso il Belgio era convinto di poter avere un trattamento privilegiato, tenuto conto del modo in cui era stato devastato della guerra e dall'occupazione tedesca: infrastrutture distrutte, una disoccupazione che toccava il milione di persone, e l'inflazione più alta d'Europa, che portò nel 1920 un costo della vita superiore del 470% al confronto con il 1914. Anche in questo caso gli alleati non mantennero le solenni promesse: il pagamento degli indennizzi si scontrava con le ambizioni anglo-francesi, che capivano che le risorse tedesche non erano infinite. Ma per la ripresa economica del Belgio, gli indennizzi tedeschi erano fondamentali. Lloyd George, che vedeva con antipatia Hymans, non fu disposto a fare nessuna concessione. Ad aprile il re Alberto I e il primo ministro Léon Delacroix si recarono di persona a Parigi per difendere di persona il punto di vista belga. Queste visite, assieme all'atteggiamento benevolo degli Stati Uniti, contribuirono a vincere le resistenze britanniche e francesi, ma il Belgio ottenne gran parte delle riparazioni che chiedeva grazie alla minaccia di Hymans di abbandonare la conferenza e non firmare il trattato, come peraltro aveva già fatto l'Italia e minacciava di fare il Giappone. Gli alleati non potevano permettersi anche il ritiro di un paese simbolo come il Belgio.

### La questione italiana

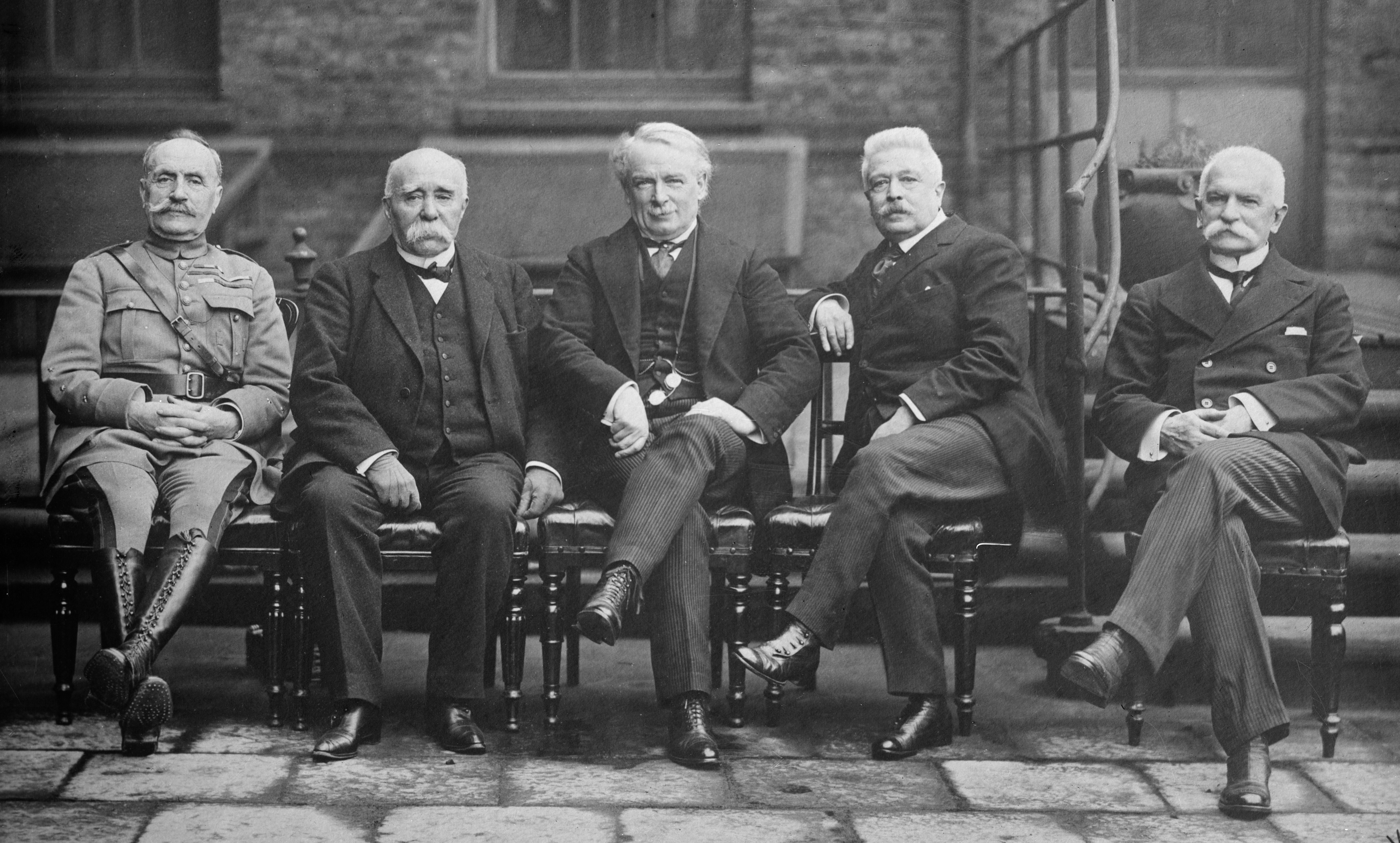
Il generale francese Foch, il Primo Ministro francese Clemenceau, quello britannico Lloyd George, quello italiano Orlando e Sidney Sonnino.

Con la fine della prima guerra mondiale, essendo l'Italia risultata vittoriosa nel conflitto, alla conferenza di pace richiese che venisse applicato alla lettera il patto di Londra, la cui applicazione integrale avrebbe consentito all'Italia di ottenere buona parte della Dalmazia con le isole adiacenti, aumentando le richieste con la concessione anche della città di Fiume a motivo della prevalenza numerica dell'etnia italiana nel capoluogo quarnerino. I contrasti con Wilson furono netti; il presidente statunitense non era disponibile ad applicare alla lettera il patto di Londra e non era disponibile ad accettare le richieste di Roma a spese degli slavi, perché «si spianerebbe la strada all'influenza russa e allo sviluppo di un blocco navale dell'Europa occidentale». La Francia inoltre non vedeva di buon occhio una Dalmazia italiana poiché avrebbe consentito all'Italia di controllare i traffici provenienti dal Danubio. Il risultato fu che le potenze dell'Intesa alleate dell'Italia opposero un rifiuto e ritrattarono parte di quanto promesso nel 1915.
Il neonato Regno dei Serbi, Croati e Sloveni (SHS) entrò in fortissimo contrasto con l'Italia, reclamando non solo i territori assegnati dal patto all'Italia (Trieste, Gorizia, Istria, Dalmazia settentrionale), ma anche la Slavia veneta, appartenente al Regno d'Italia fin dal 1866. Secondo la delegazione jugoslava, tutte queste terre andavano assegnate al Regno SHS per motivi etnici e politici. La città di Trieste, pur riconosciuta di maggioranza italiana, doveva diventare jugoslava secondo il principio per cui le città dovevano seguire le sorti dell'entroterra circostante, a maggioranza slava. Lo stesso criterio doveva essere seguito per la città di Fiume, la cui maggioranza relativa di popolazione italiana era considerata in realtà costituita in massima parte di slavi italianizzati. L'irredentismo nazionalista italiano, rafforzatosi nel corso della guerra, si spostò su posizioni di aperta e radicale contestazione dell'ordine costituito. Dopo l'abbandono della conferenza da parte dei delegati italiani, il mito della "vittoria mutilata" e le mire espansionistiche nell'Adriatico divennero i punti di forza di un movimento che raccolse le tensioni di una fascia sociale eterogenea, della quale fecero parte gli Arditi, gli unici capaci di dare una svolta coraggiosa all'atteggiamento del governo. In molti ambienti si diffuse la convinzione, alimentata dai giornali e da alcuni intellettuali, che gli oltre seicentomila morti della guerra erano stati "traditi", mandati inutilmente al macello, e tre anni di sofferenze erano servite solo a distruggere l'Impero asburgico ai confini d'Italia per costruirne uno nuovo e ancora più ostile ad essa.
Il governo italiano dal canto suo fu diviso sul da farsi: Vittorio Emanuele Orlando era un sostenitore del riconoscimento delle nazionalità in opposizione alla politica decisamente imperialistica del Sonnino: il contrasto fra i due politici italiani fu fatale; se Orlando, disposto a rinunciare alla Dalmazia, richiedeva l'annessione di Fiume, Sonnino non intendeva cedere sulla Dalmazia, cosicché l'Italia finì col richiedere entrambi i territori, senza ottenere nessuno dei due. A seguito di un appello diretto di Wilson al popolo italiano che scavalcò il governo del Paese, Vittorio Emanuele Orlando abbandonò per protesta la conferenza di pace di Parigi. In mancanza del presidente del consiglio italiano, le trattative però continuarono lo stesso, tanto che la delegazione italiana ritornò sui suoi passi. Il 10 settembre 1919, il nuovo presidente del consiglio Francesco Saverio Nitti sottoscrisse il trattato di Saint-Germain, che definiva i confini italo-austriaci, ma non quelli orientali.
Due giorni dopo, il 12 settembre 1919, una forza volontaria irregolare di nazionalisti ed ex combattenti italiani, guidata dal poeta D'Annunzio, occupò militarmente la città di Fiume chiedendone l'annessione all'Italia. Solo la caduta del governo Nitti per il quinto e ultimo governo Giolitti riuscì a sbloccare la situazione; Giolitti, con il trattato di Rapallo del 12 novembre 1920, raggiunse un accordo con gli jugoslavi: l'Italia acquisiva quasi per intero il Litorale austriaco comprendente le città di Gorizia e Trieste col loro circondario, nonché la quasi totalità dell'Istria e le isole quarnerine di Cherso e Lussino. Della Dalmazia promessa col patto di Londra all'Italia andarono solo la città di Zara, le isole di Làgosta e Cazza e l'arcipelago di Pelagosa. Il resto della regione fu assegnata al Regno dei Serbi, Croati e Sloveni. Fiume veniva riconosciuta città indipendente, ma D'Annunzio non riconobbe validità al trattato di Rapallo giungendo a dichiarare guerra all'Italia: il poeta e le formazioni irregolari vennero costretti ad abbandonare la città solo dopo un intervento di forza da parte delle forze armate italiane (cosiddetto Natale di sangue della fine di dicembre del 1920).

### La posizione verso la Russia bolscevica

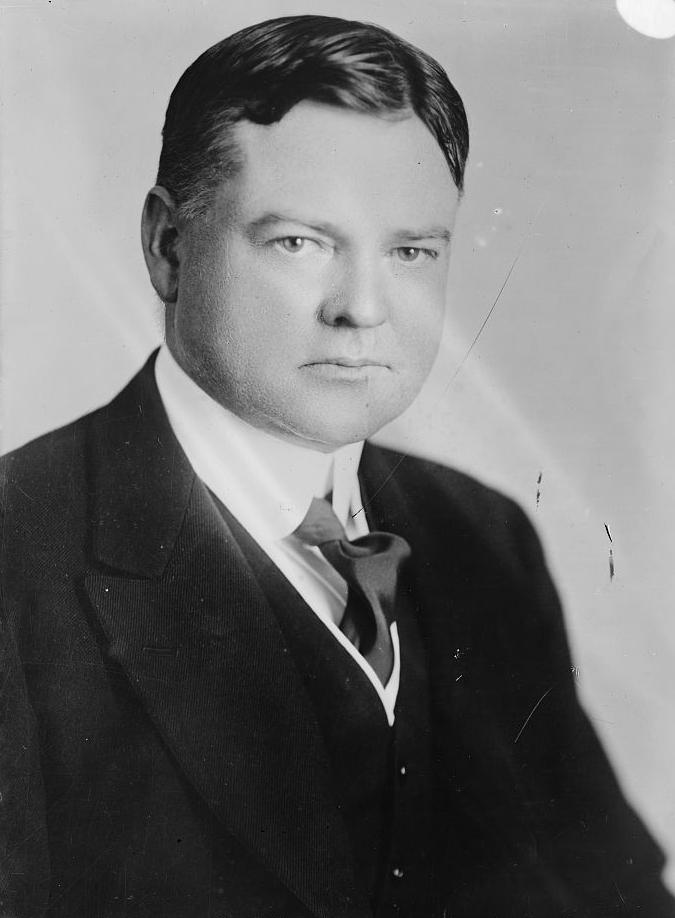
Herbert Hoover: propose di estendere alla Russia l'opera di assistenza alimentare

Tra le nazioni riunite alla conferenza non era presente la Russia bolscevica. Le nazioni vincitrici ritenevano l'influenza bolscevica un «pericolo sociale e politico» da isolare, ma che non avrebbe potuto essere stroncato con un intervento militare, peraltro in corso dalla firma del duro trattato di Brest-Litovsk. Francia, Gran Bretagna e Stati Uniti non avevano forze sufficienti per un attacco in forze atto a sostenere l'Armata Bianca che si opponeva all'Armata Rossa bolscevica nella guerra civile che insanguinava l'ex impero zarista. Il governo bolscevico dal proprio canto era disponibile a far fronte ai debiti zaristi, a pagarne gli interessi in materie prime e a fare concessioni territoriali e minerarie, per garantire la sopravvivenza del neonato governo impegnato nella sanguinosa guerra civile. Tutto ciò venne però recepito da Wilson e Lloyd George come un insulto, come tentativo di comprare la benevolenza dei grandi stati capitalisti.
Ma né i fautori della crociata antibolscevica, né i governi occidentali volevano far digerire all'opinione pubblica dei negoziati con la Russia dei soviet, così le proposte e le concessioni bolsceviche caddero nel vuoto. Nessuno era disposto a mandare truppe in Russia, nessuno era disposto ad accettare trattative con il governo di Lenin, solo gli Stati Uniti colsero l'occasione di guadagnare qualcosa dalla situazione in Russia, così fu approvato il progetto di Herbert Hoover di estendere alla Russia l'opera di assistenza alimentare già sperimentata in Belgio. Una delle ultime decisioni prese durante la conferenza fu proprio la fine del conflitto contro la Russia, che si stava rivelando troppo costoso e troppo distante dalle necessità degli stati europei, e il 18 novembre 1919 le ultime unità statunitensi lasciarono Arcangelo e Vladivostok.

## Conclusione della conferenza
Entro la fine del 1919 Germania, Austria e Bulgaria firmarono i rispettivi trattati di pace, quest'ultima cedette il suo unico sbocco sul mar Egeo, la Tracia, agli alleati che in seguito la trasferirono alla Grecia. La Dobrugia fu ceduta alla Romania, mentre la Jugoslavia ricevette i territori di Strumica e Tzaribrod e 50.000 tonnellate di carbone l'anno per cinque anni. In Ungheria i torbidi mesi di governo comunista di Béla Kun ritardarono la stipulazione della pace, ma il 4 giugno 1920 l'ultimo nucleo territoriale di quelli che un tempo furono gli imperi centrali accettò il trattato di Trianon; la Cecoslovacchia acquisì le ex regioni ungheresi della Rutenia e della Slovacchia, la Romania acquisì la Transilvania e la Bucovina mentre la regione del Banato fu divisa tra la Romania e la Jugoslavia, togliendo quindi qualsiasi sbocco al mare all'Ungheria, guidata per ironia della sorte dall'ammiraglio dell'ex flotta austro-ungarica Miklós Horthy.
Il 19 novembre il Senato statunitense respinse il trattato di Versailles. Fu un duro colpo per coloro che avevano sperato nell'alleato d'oltremare come un contributore nel far rispettare il trattato, e che desse un aiuto economico all'Europa. L'intero trattato era stato concepito partendo dall'assunto che gli Stati Uniti avrebbero assunto un ruolo attivo, la Francia fu dissuasa dal creare uno Stato cuscinetto fra sé e la Germania in cambio del sostegno armato degli Stati Uniti. L'intero trattato era stato «deliberatamente e ingegnosamente costruito da Wilson in persona, in modo tale che la collaborazione statunitense risultasse essenziale». Il trattato di Versailles entrò in vigore il 10 gennaio 1920, lasciando l'Europa abbandonata a sé stessa. All'entrata in vigore del trattato corrispose l'istituzione della Società delle Nazioni, la quale nasceva già incrinata: la Russia non ne faceva parte e neppure la Germania, mentre la Cina si sentiva offesa perché i giapponesi, nonostante le proteste alleate, si erano annessi la provincia dello Shantung, in precedenza in mano tedesca.
Tuttavia la Società delle Nazioni racchiudeva in sé le speranze di milioni di persone che guardavano ad essa come un modo di dirimere le dispute internazionali senza far ricorso alla forza. Speranze contenute nei suoi 26 articoli, che prevedevano la consultazione, e quindi all'azione collettiva, nel caso di aggressione senza provocazione. Ma perfino nei nuovi stati nati dalla volontà delle minoranze, nascevano le aspirazioni di nuove minoranze i cui diritti venivano continuamente calpestati, e alle quali la Società offriva più una speranza che un vero e proprio appoggio. Le minoranze tedesche in Polonia e Cecoslovacchia, le minoranze ungheresi in Romania e Cecoslovacchia, la minoranza ucraina in Polonia, covavano risentimenti simili a quelli che prima del 1914 avevano innescato la spirale della guerra.